# Trassenpreissystem
Das Trassenpreissystem (TPS) ist das System zur Bepreisung von Fahrplantrassen im Eisenbahnnetz von DB InfraGO. Jede Zugfahrt eines Eisenbahnverkehrsunternehmens (EVU) im Netz der DB InfraGO wird nach dem TPS abgerechnet.
Im Geschäftsjahr 2009 verkaufte DB Netz 989,8 Millionen Trassenkilometer. Davon entfielen 170,3 Millionen Trassenkilometer auf Eisenbahnverkehrsunternehmen, die nicht zum DB-Konzern gehören. 77 % der Nachfrage (einschließlich Baustellenverkehren) entfielen auf den Personenverkehr, der Rest auf den Güterverkehr. 3,887 Milliarden Euro (94 %) des Jahresumsatzes von 4,123 Milliarden Euro erzielte das Unternehmen dabei aus Trassenentgelten. Im Jahr 2010 entrichteten Eisenbahnverkehrsunternehmen in Deutschland Trassenentgelte in Höhe von insgesamt 5,2 Milliarden Euro.
Im Geschäftsjahr 2012 verkaufte DB Netz 1,037 Milliarden Trassenkilometer. Davon entfielen 807 Millionen auf DB-eigene EVU und 230 Millionen (22 %) auf andere Eisenbahnverkehrsunternehmen. Die EVU der Deutschen Bahn entrichteten im Geschäftsjahr 2012 Trassenentgelte von 3,396 Milliarden Euro. Davon entfielen 2,142 Milliarden Euro auf DB Regio, 803 Millionen Euro auf DB Fernverkehr und 445 Millionen Euro auf DB Schenker Rail. DB Netz erwartet, seine Trassenerlöse von voraussichtlich 4,8 Milliarden Euro im Jahr 2013 auf 5,3 Milliarden Euro (2017) zu steigern.

## Entgelt-Systematik
Der Preisbildung im Rahmen des Trassenpreissystems (Stand: 2011) liegt dabei die Einordnung des Schienennetzes in zwölf Streckenkategorien zu Grunde. In Abhängigkeit von zulässiger Streckenhöchstgeschwindigkeit, Ausstattung und Verkehrsnutzung ist das Streckennetz in sieben Kategorien von Fernstrecken, drei Kategorien des S-Bahn-Verkehrs sowie zwei Kategorien von Zulaufstrecken eingeteilt. Die daraus abgeleiteten Grundpreise liegen (Stand: 2011) zwischen 1,73 Euro (S-Bahn-Strecke) und 8,55 Euro (Fernstrecke für mehr als 280 km/h) je Zugkilometer (jeweils zuzüglich 19 % Umsatzsteuer). Eine Fahrplantrasse setzt sich in der Regel aus zahlreichen (metergenauen) Streckenabschnitten zusammen, die entsprechend bepreist werden. Die daraus ermittelte Summe wird mit einem Faktor für ein Trassenprodukt multipliziert.
In Abhängigkeit von Priorität und Verkehrsart enthält das System neun Trassenprodukte (fünf für den Personen- und vier für den Güterverkehr). Eigene Trassenprodukte stehen dabei unter anderem für den Taktverkehr sowie für Leerzüge des Güterverkehrs zur Verfügung. Der Trassenprodukt-Faktor liegt zwischen 0,5 (Zubringerfahrt eines Güterzugs) und 1,8 (Personenverkehrstrasse höchster Priorität).
Besondere Faktoren sind darüber hinaus für besonders stark ausgelastete Streckenabschnitte (Faktor 1,2), besonders langsame Züge (fahrzeugbedingt weniger als 50 km/h, Faktor 1,5) sowie schwach ausgelastete Regionalverkehrsstrecken (Regionalfaktor zwischen 1,00 und 1,91) vorgesehen.
Für Züge mit einem Gesamtgewicht von mehr als 3000 t wird als Lastkomponente darüber hinaus ein additiver Zuschlag von 0,94 Euro je Zugkilometer erhoben.
Neben der eigenen Nutzung der Schieneninfrastruktur ist im Trassenpreis unter anderem auch die Bearbeitung des Trassenantrags, die betriebliche und technische Koordination und Sicherung der Zugbewegungen sowie die Bereitstellung von Informationen zur Verkehrsdurchführung enthalten.
Das TPS wird für Streckengleise und in den Bahnhöfen für durchgehende Hauptgleise angerechnet, eingeschlossen sind dabei die nach Fahrplan notwendigen Überhol- und Kreuzungsgleise.
Weitere Leistungen, beispielsweise die Nichtannahme einer angebotenen Trasse, die Stornierung gebuchter Trassen oder auch bahnbetriebliche Untersuchungen werden separat abgerechnet.
Für die Nutzung örtlicher Infrastruktur in Bahnhöfen und Haltepunkten (zum Beispiel Abstellgleise, Rangiergleise, Elektranten für die Zugvorheizung, Wasserkräne und andere) gilt das Anlagenpreissystem (APS). Verkehrshalte an Bahnstationen für den Personenverkehr  werden nach dem Stationspreissystem (SPS) abgerechnet. Die für elektrische Fahrten notwendige Traktionsenergie wird von DB Energie darüber hinaus nach dem Bahnstrompreissystem abgerechnet.

## Geschichte

### TPS 94
Im Juli 1994 führte die Deutsche Bahn mit dem TPS 94 das erste Trassenpreissystem in Europa ein.
Die dem System zu Grunde liegenden Grundpreise wurden dabei durch die Kombination einer Streckentyp und Zugart gebildet. Dabei wurden, anhand von Streckenqualität und Verkehrspotential, zehn Streckenklassen unterschieden. Darauf aufbauend wurde – in Abhängigkeit von Geschwindigkeit, Gewicht und erforderlicher Planungsqualität – zwischen sieben Zugtypen des Personenverkehrs und fünf des Güterverkehrs differenziert. Die aus den beiden Kriterien abgeleiteten Grundpreise konnten darüber hinaus durch Faktoren in Bezug auf Pünktlichkeit und Streckenverschleiß (Zuggewicht) variiert werden.
Darauf aufbauend waren Mengenrabatte in Höhe von bis zu 20 % im Personenfern-, -nah- und Güterverkehr vorgesehen. Der zusätzlich gewährte Zeitrabatt betrug (bei der Höchstvertragslaufzeit von fünf Jahren) 6 %.
1994 lagen die durchschnittlichen Grundpreise im Personenfernverkehr bei 10,50 DM je Zugkilometer, im -nahverkehr bei 9,90 DM sowie im Güterverkehr bei 7,50 DM. In der höchsten Streckenklasse waren für einen ICE 28,50 DM, für einen Interregio 23,70 DM zu entrichten. Die 1994 in Kraft getretene erste Stufe der Bahnreform sah dabei vor, die Vollkosten der Infrastruktur, d. h. die Kosten für deren Betrieb, Verwaltung, Instandhaltung sowie jährliche Abschreibungen, durch die Trassenerlöse zu erwirtschaften. Gleichzeitig sollte der Bund weiterhin für die aus der Infrastrukturfinanzierung resultierenden Zinsen aufkommen.
Kritiker bemängelten unter anderem eine aus ihrer Sicht vorliegende Quersubventionierung anderer Verkehrsarten durch hohe Regionalverkehrstrassenpreise. Ferner hätten die gewährten Rabatte wettbewerbsverzerrend gewirkt; während der Geschäftsbereich Nahverkehr der Deutschen Bahn Rabatte in Höhe von etwa 13 % für sich habe beanspruchen können, hätten alle damals im Markt befindlichen Konkurrenten zusammen nur einen Rabatt von 4 % erhalten können.
Nach diesen und weiteren Diskussionen kam es zum 1. Januar 1995 (andere Quelle: Juli 1995) zu einer ersten Anpassung des Trassenpreissystems, von der ausschließlich der Nahverkehr betroffen war: Der durchschnittliche Nahverkehrs-Trassenpreis wurde von 9,90 DM auf rund 9 DM je Zugkilometer gesenkt, ein neuer Tarif für (gegenüber der Fahrplanperiode 1993/94) neu eingeführte Nahverkehre geschaffen (5 DM je Zugkilometer) sowie die Mengenrabatte des Nahverkehrs auf höchstens 5 % gesenkt.
Das Deutsche Institut für Wirtschaftsforschung kritisierte Mitte 1997, dass 1996 Netzkosten von 13,5 Milliarden DM Einnahmen in Höhe von lediglich 7,1 Milliarden DM gegenübergestanden seien. Im Personenfernverkehr seien nur 83 % der Kosten gedeckt gewesen, im Personennahverkehr 97 % und im Güterverkehr 20 %.
Die Trassengebühren seien damit – entgegen anders lautender politischer Kritik – zu niedrig kalkuliert. Das Institut empfahl, die Trassenpreise an den Kapitalkosten auszurichten und das Ziel der vollständigen Kostendeckung aufzugeben. Aufgrund einer Abwertung des Anlagevermögens von 100 auf rund 20 Milliarden DM im Zuge der 1994 erfolgten Bahnreform waren in den Jahren 1994 bis 1996 kaum Abschreibungen angefallen. Ferner habe jedwede Regulierung gefehlt.
Aus vielfältiger Kritik ging 1997 die Eisenbahninfrastruktur-Benutzungsverordnung hervor.

### TPS 98

#### Systematik
Mitte 1998 trat eine Neuregelung des Trassenpreissystems in Kraft. Dabei wurde ein zweigeteilter Preis eingeführt. Eisenbahn-Verkehrsunternehmen konnten eine streckenbezogene Infracard erwerben, wenn sie ein zusammenhängendes Netz von 1.000 km (Personenfernverkehr), 500 km (Güterverkehr) bzw. 100 km (Personennahverkehr) bedienten. Inhaber erhielten, über die Fixkosten der Karte hinaus, günstigere Trassenpreise (variable Kosten). Zur Bepreisung wurde das Streckennetz in sechs Kategorien der Leistungsfähigkeit (Klassen K1 bis K6, im Wesentlichen in Abhängigkeit von der zulässigen Höchstgeschwindigkeit) sowie drei Belastungsklassen eingeteilt. Zu- und Abschläge wurden ferner anhand der nachgefragten Trasse, für Einführungsangebote, besonders aufwendige Trassenkonstruktionen oder besonders umweltfreundliche Fahrzeuge gewährt. Darüber hinaus wurden besonders günstige, vorkonstruierte Angebotstrassen angeboten.
Der Preis der InfraCard wurde anhand des Umfangs und der Qualität des genutzten Netzes, der Verkehrsart und der Vertragsdauer gebildet. Die Preisbildung orientierte sich dabei an den langfristig gebundenen Kosten, den Kapitalkosten (Abschreibungen und Zinsen) sowie den Kosten der Grundinstandhaltung und Grundbetriebsführung einer Strecke ab. Für die InfraCard wurde – je nach Vertragsdauer (bis zu zehn Jahre) – ein weiterer Rabatt von maximal 10 % gewährt. Die darauf aufbauenden Kilometerpreise enthielten keine weiteren Rabatte.
Die Alternative zur InfraCard war der VarioPreis, der an Stelle einer Grundgebühr einen höheren Preis je Zugkilometer vorsah.
Durch diesen zweigeteilten Preis sollten nach Angaben der Deutschen Bahn Anreize für Mehrverkehre ebenso geschaffen werden wie eine Steuerungseffizienz der Preise. Gleichzeitig sollte die Kostenstruktur des Fahrwegs besser berücksichtigt werden. Durch die Einführung von Belastungsklassen sollte ferner die Auslastungssituation stärker berücksichtigt werden. Das Preisniveau sei insgesamt so gewählt worden, dass insgesamt eine Kostendeckung von DB Netz erreicht werden sollte, wobei Entlastungen im Zuge der Bahnstrukturreform (z. B. nach BSchwAG) nicht berücksichtigt wurden. Durch in den Vorjahren erreichte Produktivitätsgewinne habe das Preisniveau insgesamt gesenkt werden können.
Soweit konkurrierende Trassennachfragen anderweitig nicht aufgelöst werden konnten, sah das TPS 98 ein Höchstpreisverfahren vor. Dabei sollte dem Nachfrager eine von mehreren Nachfragern beanspruchte Trasse zugewiesen werden, der den höchsten über dem Niveau des TPS 98 liegenden Preis zu zahlen bereit gewesen wäre.
Laut einem Medienbericht durfte der Trassenpreis für Güterzüge die Größenordnung von 1,50 Euro je Zugkilometer nicht überschreiten, da DB Cargo sonst nicht gründungsfähig gewesen wäre.

#### Rechtsstreitigkeiten
Nachdem (zumindest im Güterverkehrsbereich) nur DB-eigene Verkehrsunternehmen aufgrund ihrer hohen Verkehrsleistung den Preisvorteil des InfraCard-Tarifs ausnutzen konnten, kam es zu Beschwerden beim Bundeskartellamt. Dessen Ermittlungen zeigten, dass Wettbewerbsunternehmen der DB um 25 % bis 40 % höhere Trassenpreise zu zahlen hatten als konzerneigene Unternehmen. Die Behörde sah darin eine rechtlich unzulässige Diskriminierung. Nach Gesprächen mit dem Bundeskartellamt kündigte die Deutsche Bahn im Spätsommer 2000 die Einführung eines einstufigen, linearen Trassenpreissystems mit einheitlichen Trassenpreisen für alle Eisenbahn-Verkehrsunternehmen zum 1. Januar 2001 an.
Kritiker bezweifelten indes, ob im ersten Quartal 2001 nach TPS 98 erhobene Trassenentgelte rechtens seien. Das Landgericht (am 19. Juni 2002) und das Oberlandesgericht Düsseldorf (am 19. Februar 2003) wiesen eine Klage der DB Netz AG zurück, nachdem ein Eisenbahnverkehrsunternehmen seine Trassenkosten um den Differenzbetrag zwischen den Trassenpreissystemen 2001 und 1998 gekürzt hatte. Die auf das TPS 98 Bezug nehmende Bepreisung sei aufgrund des Verstoßes gegen das kartellrechtliche Diskriminierungsverbot nichtig. Die Beklagte habe gegenüber der DB Cargo AG ein um etwa 130 % höheres Nutzungsentgelt zu zahlen gehabt. Revision ließ das Oberlandesgericht nicht zu; die Deutsche Bahn legte daraufhin Nichtzulassungsbeschwerde beim Bundesgerichtshof ein. Diese wurde am 10. Februar 2004 abgewiesen. Bis dahin hatten mehrere Güterverkehrsunternehmen Verfahren zur Rückforderung überhöhter Entgelte angestrengt. Die DB Netz AG klagte in derselben Sache gegen eine andere private Güterbahn vor dem Landgericht Berlin; das Verfahren wurde nach obiger BGH-Entscheidung aufgenommen.
Anfang 2005 liefen mehrere von Privatbahnen gegen DB Netz angestrengte Verfahren zur Rückzahlung überzahlter Trassenpreise vor verschiedenen Landgerichten. Das Landgericht Berlin wies indes im gleichen Jahr eine Unterlassungs- und Widerrufsklage der DB Netz AG gegen einen Verband ab, der in der Überschrift einer Presseinformation davon sprach, die DB Netz AG habe von privaten Nutzern überhöhte Trassenentgelte „kassiert“. Dasselbe Gericht gab im gleichen Jahr der Klage einer Privatbahn auf Rückzahlung zu viel bezahlter Trassenentgelte statt. Nach Angaben des Netzwerks Privatbahnen waren zu dieser Zeit rund ein Dutzend weitere derartige Rückzahlungsklagen anhängig. Am 21. September 2005 verurteilte das Landgericht Frankfurt am Main die DB Netz AG zur Rückzahlung überhöhter Trassengebühren an eine Privatbahn in Höhe von mehr als 400.000 Euro. Dies entsprach der Differenz zwischen den nach TPS 98 entrichteten Beträgen und denen, die bei rückwirkender Anwendung des TPS 01 entstanden wären.

### TPS 2001

#### Einführung
Zum 1. April 2001 wurde unter der Bezeichnung TPS 2001 ein neues Trassenpreissystem eingeführt. Es wies keine degressiven Preisvorteile für Großabnehmer mehr auf. Das durchschnittliche Preisniveau blieb unverändert, wobei durch Umverteilungen insbesondere kleinere Unternehmen profitieren sollten. Ein Grundpreis (sieben Streckenkategorien) zwischen 2,90 DM und 6,60 DM je Trassenkilometer wurden mit einem von sieben Produktfaktoren (0,5 bis 1,8) und ggf. Sonderfaktoren (z. B. Lademaßüberschreitungen) multipliziert. Diese einstufige Grundstruktur des TPS 2001 blieb bis heute (Stand: 2010) erhalten. Verändert wurden lediglich einzelne Faktoren des modularen Systems.
Die Vorstellung des neuen Systems hatte sich vom 1. Januar 2001 auf den 1. April 2001 verschoben; zu diesem Termin sollte das System rückwirkend zum 1. Januar 2001 eingeführt werden.
Das Landgericht Duisburg (2005), bestätigt durch das Oberlandesgericht Düsseldorf (2007), erklärten die Erhebung von Zuschlägen für Änderungs- und Kurzfristbestellungen im Rahmen des TPS 2001 für eisenbahnrechtlich unzulässig. Das Verwaltungsgericht Köln (2006), bestätigt durch das Oberverwaltungsgericht Nordrhein-Westfalen (2007), erklärte darüber hinaus die Erhebung von Zuschlägen für Sondertrassen für unzulässig. Mit der Deutschen Bahn konkurrierende Verkehrsunternehmen sahen sich durch Rabatte für Zubringertrassen des Güterverkehrs benachteiligt, von denen sie nicht hätten profitieren können.
Das Trassenpreissystem 2001 erfüllt die rechtlichen Vorgaben zur Entgeltbindung nach dem Allgemeinen Eisenbahngesetz (AEG) und der Eisenbahninfrastruktur-Benutzungsverordnung (EIBV) und hatte in dieser auch 2015 noch Bestand.

#### Weitere Entwicklung
Am 18. März 2002 gab die Deutsche Bahn die Einführung von Regionalfaktoren bekannt. Die Trassenpreise auf insgesamt 14.000 km (37 %) des Schienennetzes sollten damit ab 2003 um durchschnittlich 30 % steigen.
Das Eisenbahn-Bundesamt untersagte der Deutschen Bahn im Oktober 2003, bei der Vergabe von Trassen unternehmenseigene „Konstruktionsprioritäten“ zu berücksichtigen. Insbesondere dürften bereits bestehende Trassen nicht zur Abweisung von Trassenwünschen von Wettbewerbsunternehmen führen. Derartige Großvaterrechte seien unzulässig. In den Jahren 2004 und 2005 bestätigten das Verwaltungsgericht Köln und das Oberlandesgericht Nordrhein-Westfalen dagegen die Zulässigkeit derartiger Vorrangtrassen als eine von fünf Konstruktionsprioritäten der Fahrplankonstruktion von DB Netz.
Das so genannte Höchstpreisverfahren, bei dem eine umstrittene Trasse an den Meistbietenden versteigert wird, kam für die Jahresfahrpläne 2004 und 2005 nicht zur Anwendung.
Zum 12. Dezember 2004 führte DB Netz einen 10-prozentigen Aufschlag für so genannte Sondertrassen ein. Das Unternehmen begründete dies mit dem gegenüber Regeltrassen höheren Konstruktionsaufwand für derartige Trassen. Nach einer Beschwerde verschiedener privater Eisenbahn-Verkehrsunternehmen verbot das Eisenbahn-Bundesamt mit Bescheid vom 23. Dezember 2004 die Erhebung des Zuschlags.
Zum 10. Dezember 2006 wurden die Trassenpreise, je nach Nachfrage, um durchschnittlich 3,2 % bis 4,2 %; vereinzelt um bis zu 9 % angehoben. Gleichzeitig entfiel die Möglichkeit, bestellte Trassen bis zwei Monate zuvor kostenlos zu stornieren.
Für den Jahresfahrplan 2008 passte die DB Netz AG ihr Preissystem zur Nutzung von Trassen und Serviceeinrichtungen an. Um eine bessere Auslastung zu erzielen, wird beispielsweise auf bestimmten Strecken ein Zuschlag für jene Fahrzeuge erhoben, die bauartbedingt nicht schneller als 50 km/h fahren können („Anreizsystem zur Erhöhung der Leistungsfähigkeit“). Außerdem gibt es ein „Anreizsystem zur Verringerung von Störungen“, bei denen Verspätungsminuten erfasst und entsprechende Verantwortlichkeiten auch finanziell namhaft gemacht und abgerechnet werden.
Im Zuge des Systems werden 20 % der im Netzfahrplan zugewiesenen Trassen betrachtet; diese sind durch das jeweilige Eisenbahnverkehrsunternehmen (EVU) etwa zwei Monate vor dem Fahrplanwechsel anzumelden. Die Eisenbahnverkehrsunternehmen werden täglich über (hier fehlt der Rest des Satzes). Im Personenverkehr gelten Züge bis zu einer bei einer Verspätung von 5 Minuten und 59 Sekunden (unterwegs gemessen) als pünktlich, im Güterverkehr bis 30 Minuten und 59 Sekunden (gemessen am Endpunkt). Die S-Bahnen Berlin und Hamburg, Züge des Gelegenheitsverkehrs oder Züge mit besonderem Fahrplan (beispielsweise Zugleitbetrieb) werden nicht berücksichtigt. Die Eisenbahnverkehrsunternehmen erhalten tägliche Auswertungen der Verspätungen und der zugeordneten Ursachen und können binnen drei Tagen einen Antrag auf Umkodierung stellen. In einer Jahresendabrechnung wird die erzielte Pünktlichkeit mit definierten Zielwerten verglichen. Wird der Zielwert um mehr als 1 % verfehlt, kommt es zu einer Berechnung bzw. Erstattung. Für Tage, an denen das Pünktlichkeitsziel verfehlt wurde, werden die Verspätungsminuten zwischen DB Netz und dem betroffenen EVU miteinander verrechnet. Die Differenz wird mit 0,10 Euro je Verspätungsminute in Rechnung gestellt bzw. erstattet. Mehr als 10 Millionen Verspätungsminuten je Jahr werden nicht erstattet.
Zum Fahrplanwechsel am 13. Dezember 2009 setzte DB einen Bescheid der Bundesnetzagentur vom 6. April gleichen Jahres um und führte eine automatische Reduzierung von Trassenentgelten bei Fahrzeitverlängerungen infolge von infrastrukturellen Mängeln in das Trassenpreissystem ein.
Mit Bescheid vom 5. März 2010 erklärte die Bundesnetzagentur die Regionalfaktoren des Trassenpreissystems für ungültig und der DB wurde untersagt, diese ab 12. Dezember 2010 zu erheben. Die Behörde sieht in den Regionalfaktoren eine rechtswidrige Behinderung des Netzzugangs; die Erhebung der Zuschläge sei sachlich nicht nachvollziehbar. Die Regionalfaktoren verteuerten die Trassenpreise des Schienenpersonennahverkehrs im ländlichen Raum bis zum 1,91-Fachen des regulären Trassenpreises, wovon vor allem die DB-Wettbewerber betroffen sind. Im August 2010 schloss die DB Netz AG mit der Bundesnetzagentur einen Vergleich, wonach die Regionalfaktoren ab dem 11. Dezember 2011 abgeschafft werden. Bereits 2011 werden die Regionalfaktoren teilweise reduziert. Nach Angaben der Bundesnetzagentur seien Zuschläge für Strecken gefordert worden, die nicht begründbar gewesen seien. Am 1. Oktober 2014 gab das Landgericht Frankfurt am Main einer Klage der Städtebahn Sachsen gegen die im Jahr 2011 geforderten Regionalzuschläge statt und verurteilte die Deutsche Bahn zur Rückzahlung von knapp 4 Millionen Euro. Nach Angaben der BAG-SPNV laufen bundesweit 27 derartige Klageverfahren mit einem Gesamtvolumen von 41 Millionen Euro. Daneben gebe es außergerichtliche Verhandlungen über 120 Millionen Euro, davon 110 Millionen im Land Sachsen-Anhalt.
Zum Fahrplanwechsel am 12. Dezember 2010 wurden die Trassenpreise der DB Netz nach eigenen Angaben um durchschnittlich 1,8 % angehoben. Zwischen 2005 und 2010 stieg das durchschnittliche Trassenentgelt je Zugkilometer in Deutschland im Güterverkehr um 19 %, im SPFV um 11 sowie im SPNV um 7 % an. Die allgemeine Teuerungsrate betrug in diesem Zeitraum 8 %, der Erzeugerpreisindex stieg um 10 % sowie der Eisenbahninfrastruktur-Inputpreisindex um 7 %.
Im Netzfahrplan 2013 kompensiert DB Netz nach eigenen Angaben erstmals Eisenbahn-Verkehrsunternehmen auf vier ausgewählten Korridoren Kosten, die durch baubedingte Umwege entstehen.
Zum Fahrplanwechsel im Dezember 2011 wurden die Trassenpreise im Durchschnitt um weitere 2,56 % angehoben. Die Preissteigerung für Güterverkehrstrassen falle mit 1,2 % dabei niedriger aus als im Personenfernverkehr (mit 2,9 %). Gleichzeitig werden Storno- und Änderungsentgelte gesenkt. Darüber hinaus wurden Leerzugtrassen des Personenverkehrs abgeschafft. Die ebenfalls entfallenden Regionalfaktoren sollten durch höhere Grundpreise in einigen Streckenklassen ersetzt werden, soweit bis zum 30. Juni 2011 keine anderweitige vertragliche Vereinbarung mit den betroffenen Bundesländern gefunden sein sollte.
Im Trassenpreissystem 2014 sollen die Entgelte laut Angaben der Deutschen Bahn um 2,8 % angehoben werden.
Ab Ende 2014 sollten die Trassenpreise für die Nutzung des Katzenbergtunnels so angepasst werden, dass für Güterzüge kein Anreiz mehr besteht, die Altstrecke in diesem Bereich zu nutzen.

#### Lärmabhängigkeit
Die Bundesregierung befürwortete im Juli 2010 eine lärmabhängige Gestaltung von Trassenpreisen. Das Bundesverkehrsministerium hat hierzu ein Gutachten in Auftrag gegeben, dessen Abschlussbericht im September 2010 vorgelegt werden soll. Befürworter einer solchen Lösung verweisen auf die Lenkungswirkung einer solchen Lösung auf die Eisenbahnverkehrsunternehmen.
Am 9. Dezember 2012 trat das Lärmabhängige Trassenpreissystem (LaTPS) für Schienengüterverkehr in Kraft.
Die Einführung dieser Lärmkomponente sieht eine am 5. Juli 2011 zwischen der Deutschen Bahn und dem Bundesverkehrsministerium abgeschlossene Grundsatzvereinbarung vor. Fahrzeuge mit „Flüsterbremsen“ bezahlen damit ein niedrigeres Entgelt, Fahrzeuge ohne derartige Bremsen ein höheres. Dadurch soll die Lärmbelastung mittelfristig um 10 dB(A) reduziert werden. Die Erweiterung des Trassenpreissystems wird zu gleichen Teilen von der Deutschen Bahn und dem Bundesverkehrsministerium finanziert.
Wagenhalter erhalten für Umrüstungen, die seit dem 9. Dezember 2012 erfolgten, eine Förderung von 0,7 Cent je Achskilometer (bis zu 422 Euro je Achse). Seit dem gleichen Zeitpunkt wurde ein Zuschlag von 1 % auf den Trassenpreis erhoben werden, wenn ein Güterzug nicht als „leise“ eingestuft ist. Diese Einstufung hängt vom Anteil der TSI-konformen Wagen am Zug ab, der zunächst 80 % betrug und schrittweise auf 100 % angehoben wird.
Nachdem der Internationale Eisenbahnverband die Voraussetzungen für die Zulassung der LL-Sohle zum 30. Juni 2013 geschaffen hat, wurde für „laute“ Güterzüge seit 1. Juni 2013 ein einprozentiger Aufschlag auf den Trassenpreis erhoben. Im Gegensatz zur vorigen Eckpunktevereinbarung zwischen DB und Bundesverkehrsministerium werden damit ausschließlich Eisenbahn-Verkehrsunternehmen adressiert. Als Grund gab die DB beihilferechtliche Bedenken der EU an. Am 1. Juni 2014 wurde die lärmabhängige Trassenentgeltkomponente (LaTPS) für laute Güterzüge von 1,0 % auf 1,5 % angehoben. Zum 14. Dezember 2014 erfolgte eine Steigerung auf 2,0 %; ebenfalls seit diesem Stichtag wurde der Anteil „leiser“ Wagen, ab der ein Güterzug als „leise“ gilt von 80 % auf 90 % angehoben. Der Zuschlag wurde am 11. Dezember 2016 von 2,5 % auf 3,0 % erhöht, im Dezember 2017 auf 4,0 %, im Dezember 2018 auf 5,5 % und im Dezember 2019 auf 7 %.
Im ersten Geltungsjahr wurden durch das lärmabhängige Trassenentgelt 3,7 Millionen Euro generiert. Insgesamt seien für 2012/2013 1820 Bonus-Anträge eingegangen. Nach dem ersten Geltungsjahr seien laut DB-Angaben 8 % der Trassenkilometer bei Güterzügen bereits „leise“.
Mit den Erlösen sowie Mitteln des Bundesverkehrsministeriums sollen (je zur Hälfte) bis 2020 rund 300 Millionen Euro aufgebracht werden, um 180.000 Güterwagen mit leiseren Bremsen auszustatten. Die Höhe der Förderung ist abhängig von der Laufleistung des Wagens auf dem Schienennetz der DB. Die Umrüstung eines vierachsigen Güterwagens wird dabei mit bis zu 1.688 Euro je Achse gefördert.
DB Netz plante 2011, mit Inkrafttreten des Fahrplans 2021/2022 die Trassenpreise für laute Güterzüge signifikant zu erhöhen, womit den Auswirkungen des Zugbetriebs auf die Umwelt Rechnung getragen werden soll. Damit sollte die Wirkung des bis 2020 laufenden Lärmsanierungsprogramms dauerhaft gesichert werden. Ein Gesetz, mit dem der Betrieb lauter Güterwagen ab Dezember 2020 auf dem deutschen Schienennetz verbietet, wurde im Dezember 2016 vom Bundeskabinett gebilligt.
Bereits seit dem Fahrplanwechsel vom 9. Dezember 2012 erhalten Eisenbahnverkehrsunternehmen einen laufleistungsabhängigen Bonus von 0,5 Cent je Achskilometer bzw. bis zu 211 Euro je Achse, solange die Werte der Technischen Spezifikation für die Interoperabilität Lärm eingehalten werden.

### Trassenpreissystem 2018
In ihrem Koalitionsvertrag vereinbarte die Bundesregierung 2009, eine Anreizregulierung für Trassen- und Stationspreise einzuführen. Die Bundesregierung beabsichtigte 2011 die Einführung eines Eisenbahnregulierungsgesetzes, das unter anderem eine Genehmigung von Trassenpreisen durch die Bundesnetzagentur vorsah. Damit sollen sich auch die Regeln für die Entgeltbildung verändern. Konkurrenten der Deutschen Bahn kritisierten 2012 den überarbeiteten Entwurf. Demnach sollten etwa zwei Drittel der Kosten der Kontrolle der Regulierungsbehörde weiterhin entzogen bleiben, beispielsweise die Instandhaltungsaufwendungen. Strittig sei auch die Frage, wie viel Gewinn die DB Netz AG überhaupt erwirtschaften dürfe. Laut interner Dokumente diene das Gesetz dazu, Bestrebungen der Europäischen Kommission zur organisatorischen Trennung von Netz und Betrieb zu bremsen. Das durch weitreichende Einflussnahme der Deutschen Bahn zu Gunsten des Unternehmens umgestaltete Gesetz wurde am 7. Juli 2016 durch den Deutschen Bundestag beschlossen.
Die Europäische Kommission erwog 2011, europäische Eisenbahninfrastrukturunternehmen zur Verbesserung der Wettbewerbsfähigkeit der Eisenbahn zu verpflichten, Trassenpreise zunächst nach Grenzkosten zu setzen und diese schrittweise bis hin zu den Vollkosten zu erhöhen.
Zum Fahrplanwechsel am 10. Dezember 2017 trat mit dem Trassenpreissystem 2018 ein grundlegend verändertes Trassenpreissystem in Kraft. Die Einführung war zunächst für Dezember 2016 (als Trassenpreissystem 2017) vorgesehen. Die Anpassung erfolgte auf Grundlage der Richtlinie 2012/34/EU des Europäischen Parlaments und des Rates vom 21. November 2012 zur Schaffung eines einheitlichen europäischen Eisenbahnraums (Neufassung), die durch das im September 2016 in Kraft getretene Eisenbahnregulierungsgesetz (ERegG) in nationales Recht umgesetzt wurde.
Nach europäischem Recht soll jeder Zug mindestens die von ihm verursachten Kosten decken – diese machen bei DB Netz weniger als ein Drittel der Kosten aus –, die Gemeinkosten sollen nach Tragfähigkeit der einzelnen Verkehre bemessen werden. An Stelle der Infrastrukturausstattung sollte die Bepreisung im Rahmen des Trassenpreissystems 2017 die Charakteristik der Verkehre im Vordergrund stehen. Dazu soll zunächst nach Verkehrsarten – Güterverkehr, Schienenpersonenfernverkehr bzw. -nahverkehr – unterschieden werden und darauf aufbauend nach Marktsegmenten unterschieden werden. Es sind dabei drei Preisbausteine vorgesehen: unmittelbare Kosten des Zugbetriebs (voraussichtlich etwa 30 % des Trassenpreises), ein Vollkostenaufschlag (Ramsey-Preise, differenziert nach voraussichtlich 16 Gruppen) sowie weitere Elemente (beispielsweise Lärmminderung oder Förderung von Neuverkehren).
Es sind folgende Marktsegmente vorgesehen:
- Fernverkehr: Verkehr zwischen „Metropolbahnhöfen“, Leer-/Lokfahrten, Charter-/Museumsverkehre, Differenzierung nach Tageszeit
- Nahverkehr: Zentrums- und Umlandverkehr (im oder außerhalb eines 50-km-Umkreises um Metropolbahnhöfe), Differenzierung nach Tageszeit (6–20 Uhr / 20–6 Uhr)
- Güterverkehr: sehr schwere Züge (über 3.000 t Gewicht), Gefahrgutzug, Standardzug, Güternahverkehr, Lokfahrt

Von November 2014 bis April 2015 lief eine Marktkonsultation mit 14 Kundenveranstaltungen sowie 65 erhobenen schriftlichen Stellungnahmen.
Die Bundesnetzagentur genehmigte das neue Trassenpreissystem mit Auflagen. Vorgesehen war eine Entlastung des Güterverkehrs zu Lasten des Fernverkehrs. Im Regionalverkehr war eine Verschiebung von Leer- zu Lastsegmenten noch vorzusehen.
Die jährliche Steigerung der Entgelte für den Schienenpersonennahverkehr wurde in § 37 entsprechend der Steigerung der Regionalisierungsmittel festgelegt. Diese lag bis 2022 bei 1,8 Prozent.
Im Februar 2019 genehmigte die Bundesnetzagentur die Entgelte für die Netzfahrplanperiode 2019/2020. Die Entgelte für Punkt-zu-Punkt-Verbindungen im Schienenpersonenfernverkehr, die insbesondere vom Schienenpersonenfernverkehr genutzt werden, wurden dabei reduziert. DB Netz kündigte an, im Jahr 2019, gegenüber 2017, 557 Millionen Euro zusätzliche Erlöse durch Trassenentgelte erzielen zu wollen. Das wären etwa 10 % mehr als der Durchschnitt der Jahre 2014 bis 2016. Die Bundesnetzagentur legte Mitte 2017 für die erste Regulierungsperiode das Ausgangsniveau der Kosten fest: Es liegt etwa 4,5 % über dem Niveau der für 2018 genehmigten Entgelte. Zuvor hatte DB Netz gegenüber der Behörde ein Kostenvolumen von etwa 6 Milliarden Euro mitgeteilt, das von ihr geprüft und auf 5,3 Milliarden Euro gesenkt wurde. Die Kürzungen bezogen sich dabei überwiegend auf die geltend gemachten Kapitalkosten und Kostenprognosen.
Durch Beschluss des Haushaltsausschusses des Deutschen Bundestags vom Juli 2018 wurden die Trassenpreise für den Güterverkehr mittels Förderung etwa halbiert. Für das 2. Halbjahr 2018 wurden dafür zunächst 175 Millionen Euro Fördermittel zur Verfügung gestellt. Laut Angaben von DB Cargo machen Trassenpreise 15 % der Transportkosten aus.
Für den Jahresfahrplan 2021 beantragte DB Netz eine durchschnittliche Erhöhung der Trassenentgelte um ca. 2,0 Prozent. Während für den Schienenpersonenfernverkehr eine Erhöhung um ca. 4,6 % und im Schienenpersonennahverkehr um 1,8 % geplant ist, wurde für den Schienengüterverkehr eine Absenkung um ca. 0,6 % beantragt. Die Bundesnetzagentur genehmigte die Erhöhung am 21. September 2020.
Die Bundesnetzagentur genehmigte am 28. Februar 2022 die Entgelte des Trassenpreissystems 2023. Im SPNV steigen die Entgelte um 1,8 %, im SPFV um 4,0 % und im Schienengüterverkehr (SGV) um 2,3 %. Der Beschluss von Bundestag und Bundesrat im Dezember 2022, die Dynamisierung der Regionalisierungsmittel ab 2023 auf 3 Prozent zu erhöhen, hatte auf das bereits genehmigte Trassenpreissystem 2023 keinen Einfluss mehr. Erst im Trassenpreissystem 2024 stiegen die Entgelte im SPNV um 3,0 %. Die Steigerungen im SPFV lagen für das Jahr 2024 bei 3,5 %, im SGV bei 2,0 %.
Im April 2023 beschlossen Bund und Länder in der Änderung des Regionalisierungsgesetzes zur Einführung des Deutschlandtickets, dass die Entgeltsteigerung im SPNV 2023 bis 2025 nicht der Dynamisierung der Regionalisierungsmittel von 3 Prozent entsprechen soll, sondern auf 1,8 Prozent festgelegt wird. Nachdem das Trassenpreissystem 2024 bereits am 30. März 2023 genehmigt worden war, lehnte die Bundesnetzagentur eine nachträgliche Änderung im August 2024 ab. Zum Ausgleich soll dafür die Steigerung im Jahr 2025 nur bei 0,6 Prozent liegen.

### Ausblick
Nach der Verschmelzung von DB Netz und DB Station&Service zur DB InfraGO waren die Kosten für Bahnsteige vom Stationspreissystem in das Trassenpreissystem zu übernehmen. Am 22. März 2024 genehmigte die Bundesnetzagentur die Entgelte des Trassenpreissystems 2025 in geänderter Höhe gegenüber dem Antrag der DB InfraGO. Hintergrund ist das Eisenbahnregulierungsgesetz (ERegG), welches den Anstieg der Trassenpreise für den Schienenpersonennahverkehr auf einen festen Satz begrenzt. Über alle Verkehrsarten beträgt die Entgelterhöhung gegenüber dem Vorjahr laut DB-Angaben rund 6,0 %. Gegliedert nach Verkehrsarten läge sie bei 0,6 % im SPNV (nominell 6,7 %), 17,7 % (nominell 19,7 %) im SPFV und 16,2 % im SGV. Im April 2024 erhoben DB InfraGO und DB RegioNetz Infrastruktur Klage beim Verwaltungsgericht Köln gegen den Beschluss der Bundesnetzagentur, die Entgelte nur in geänderter Form zu genehmigen. Auch eine Gruppe von Verkehrsunternehmen erhob aufgrund der Trassenpreissteigerungen im Schienengüterverkehr Klage gegen den Beschluss. Im November rief das Verwaltungsgericht Köln den Europäischen Gerichtshof (EuGH) für ein Vorabentscheidungsverfahren an. Nach Ansicht des Verwaltungsgerichts beeinträchtige die Begrenzung der Trassenpreise im SPNV den Spielraum der Infrastrukturbetreiber. Der EuGH soll beurteilen, ob diese Regelung des ERegG der Richtlinie 2012/34/EU entgegensteht.
Gemäß Eisenbahnregulierungsgesetz muss die DB InfraGO ihr Eigenkapital „angemessen“ verzinsen. Dieser Zinssatz lag Mitte 2024 bei 5,2 Prozent, wobei das Unternehmen bereits eine Erhöhung auf 5,9 Prozent beantragt hatte. Die durch den Bund geplante Eigenkapitalerhöhung führe für 2026 zu einem Zielerlös von knapp acht Milliarden Euro, knapp 20 Prozent mehr als bislang. Die DB InfraGO kündigte dementsprechend Trassenpreiserhöhungen von 23,5 % im Nahverkehr, 10,1 % im Fernverkehr sowie 14,8 % im Güterverkehr an. Dabei geht sie davon aus, dass die Preissteigerung im Nahverkehr zukünftig nicht mehr gesetzlich begrenzt wird. Die Beschlusskammer der Bundesnetzagentur genehmigte im Oktober 2024 eine Verzinsung des Eigenkapitals von 2,2 Prozent.

## Kritik

### Situation 2012
Die Bundesnetzagentur hielt das Anreizsystem zur Verringerung von Störungen und Erhöhung der Leistungsfähigkeit für ungeeignet, um die Pünktlichkeit auf dem Schienennetz zu verbessern. Nach einer Auswertung für den Jahresfahrplan 2010 seien die meisten Verspätungsminuten durch DB Netz verursacht worden. Eisenbahn-Verkehrsunternehmen kritisieren darüber hinaus, dass Aufwand und Nutzen außer Verhältnis stünden. Die Monopolkommission regt eine Anreizregulierung für das Schienennetz an.
Die Bundesnetzagentur fordert (Stand: Dezember 2011) zusätzliche Kompetenzen, um für mehr Wettbewerb sorgen zu können. Könnte die Behörde bislang nur bei einem konkreten Missbrauchsverdacht eingreifen, sei es für eine effektive Kontrolle notwendig, auch unabhängig von konkreten Vorfällen Einblick in Unterlagen zu erhalten, die zur Prüfung von Nutzungsbedingungen notwendig seien. Gleichzeitig fordert die Behörde eine wesentlich stärkere Kontrolle der Finanzströme zwischen der DB-Konzernholding und der DB Netz AG. Ende Mai 2012 stellte die Bundesnetzagentur ein formales Auskunftsersuchen, um detaillierten Einblick über die Preisbildung zu erhalten. Damit solle überprüft werden, ob die Preise gerechtfertigt seien und die Möglichkeit geschaffen werden, Beschwerden von Wettbewerbern fundiert zu prüfen. Eine Trennung von Netz und Betrieb sei nicht zwingend, eine „robuste Aufsicht“ jedoch erforderlich.
SPNV-Aufgabenträger des Nah- und Regionalverkehrs kritisieren den wachsenden Anteil der Trassen- und Stationsgebühren an den Betriebskosten. Da die Regionalisierungsmittel mit diesen Steigerungen nicht Schritt halten würden, wachse der prozentuale Anteil der Trassen- und Stationsgebühren am zur Verfügung stehenden Budget kontinuierlich und gefährde damit den weiteren Ausbau des ÖPNV.
In einer Befragung von Eisenbahnverkehrsunternehmen durch die Bundesnetzagentur zeigten sich die EVU mit dem Preis-Leistungs-Verhältnis für Trassen vergleichsweise zufrieden und sahen die zweitgrößte Diskriminierungsfreiheit unter allen EIU-Preissystemen.

### Entwicklung ab 2018
Der Bund gewährte 2018 141 Millionen Euro Mittel zur Trassenpreisförderung. 2019 wurden 340 Millionen Euro gefördert. 2020 waren es 350 Millionen Euro. Vom 1. März 2020 bis 31. Dezember 2020 standen weitere 627 Millionen Euro zur Minderung der Auswirkungen der Covid-19-Pandemie bereit.
Aufgrund der seit 2018 bestehenden Förderung des Bundes für den Schienengüterverkehr, in deren Rahmen seit 27. Mai 2021 ein Fördersatz von inzwischen 97,8 % gewährt wird, melden Eisenbahnverkehrsunternehmen vermehrt „Express“-Trassen an, die Vorrang vor fast allen Zügen (außer dringlichen Hilfszügen und Fernreisezügen mit Expresstrasse) genießen. Wurden Express-Trassen im Güterverkehr bis dato zumeist nur für wenige Züge (z. B. Parcel InterCity und versorgungskritische Züge) bestellt, stieg die Zahl der bestellten Expresstrassen von fünf bis sechs auf rund 50 pro Tag an. Dadurch kam es vermehrt zu Verspätungen im Personenverkehr, beispielsweise wenn Regionalexpress-Züge mehrfach von Güterzügen mit Expresstrasse überholt werden. Zwischen dem Fahrplanwechsel, am 12. Dezember 2021 und dem 31. Dezember 2021 gewährte der Bund einen Fördersatz von 96,8 %. Im Jahr 2022 lag er – mit zunächst 44,9 % – auf dem Niveau vor Gewährung der Coronahilfen. Zum 1. November 2022 wird der Fördersatz von 55,5 auf 58,3 % angehoben.
Im Zeitraum 1. März 2020 bis 30. September 2021 und vom 12. und 31. Dezember 2021 wurden die Trassenentgelte im Schienenpersonenfernverkehr zu 99 % durch den Bund gefördert. Damit sollten Schäden aus der COVID-19-Pandemie in Deutschland bewältigt werden. Vom 1. Januar 2022 bis 31. Mai 2022 lag der Fördersatz bei 42,4 %. Die Förderung wurde bis 31. Dezember 2022 verlängert. Für den Zeitraum vom 1. September bis 10. Dezember 2022 wurde ein Fördersatz von 52,45 % gewährt. Für das verbliebene Jahr beantragte DB Netz eine Förderung von 30,82 Prozent der Trassenentgelte. Für den Zeitraum vom 1. Juni 2022 bis 31. August 2022 soll es eine rückwirkende Förderung geben, deren Fördersatz noch nicht feststeht.
Im Zeitraum vom 1. Juli 2023 bis 9. Dezember 2023 wurden Trassenentgelte des Schienengüterverkehrs mit 46 Prozent bezuschusst. Für 2024 wurde die Förderung umfassend reduziert. Nachdem zusätzliche Haushaltsmittel bereitgestellt werden konnten, wurde die Förderquote ab dem 1. März 2024, mit Wirkung bis Ende November 2024, von 19,5 % auf 31,5 % erhöht. Aufgrund einer rückläufigen prognostizierten Betriebsleistung beantragte die DB InfraGO eine Erhöhung auf 32,8 % für das 2. Halbjahr 2024.
Nachdem die Nutzung von Expresstrassen zum 31. August 2022 ausgesetzt wurde, um Energietransporten Vorrang zu gewähren, sollen diese mit dem Jahresfahrplan 2024 wieder eingeführt werden.
Kritisiert wird auch, dass sich der aus der unterschiedlichen Qualität der Ausrüstung mit ETCS und weiteren „digitalen“ Techniken ergebende Kapazitätsverbrauch sich nicht im Trassenpreis niederschlage. EVU hätten somit keine Anreize, ihre Fahrzeuge in einer kapazitätsschonenden Weise auszurüsten.

## Systeme in anderen Ländern

### Niederlande
Die Handhabung der Schienenmaut ist in einzelnen Ländern verschieden. So haben die Niederlande die Schienenmaut vorerst ausgesetzt. 

### Österreich
In Österreich ist für den Zugang zur Schieneninfrastruktur gemäß § 10a Eisenbahngesetz ein Infrastrukturbenutzungsentgelt (IBE) zu entrichten. Das IBE wird im Sinne der Vorgaben der EU vom ÖBB-Unternehmensbereich Absatz an den ÖBB-Unternehmensbereich Infrastruktur bezahlt und dient der Finanzierung der Erhaltung bzw. Erneuerung der Infrastruktur. In Österreich wurde im April 2016 ein neues, ab Dezember 2017 geltendes System für das Infrastrukturbenützungsentgelt (IBE) vorgestellt.

### Schweiz
In der Schweiz wird für Züge, die eine Strecke benutzen, deren Infrastruktur abgeltungsberechtigt ist, sowie für Züge abgeltungsberechtigter Sparten, die eine Eisenbahnstrecke einer Infrastrukturbetreiberin, z. B. der Schweizerischen Bundesbahnen oder der BLS Netz AG benutzen, ein Infrastrukturbenutzungsentgelt nach den Bestimmungen der Eisenbahn-Netzzugangsverordnung vom 25. November 1998 verrechnet. Das derzeit gültige Trassenpreissystem, genannt TPS 2017, gilt seit dem 1. Januar 2017. Es enthält unter anderem einen Verschleißfaktor zur Berücksichtigung der fahrzeugspezifischen Abnutzung der Infrastruktur.